# 4077 Asuka
A 4077 Asuka (ideiglenes jelöléssel 1982 XV1) a Naprendszer kisbolygóövében található aszteroida. Hiroki Kosai,  Kiichiro Hurukawa fedezte fel 1982. december 13-án.